# کتی نیاکان
کتی نیاکان (انگلیسی: Kathy Niakan؛ ۱۹۷۷ –) دانشمند زیست‌شناس ایرانی است. در سال ۲۰۱۶ او اولین دانشمندی در جهان شد که مجوز قانونی ویرایش ژن‌های جنین را برای اهداف پژوهشی کسب کرد. مجله تایم در همین سال او را به عنوان یکی از ۱۰۰ فرد تأثیرگذار در جهان معرفی کرد.

## زندگی
کتی نیاکان دارنده مدرک کارشناسی زیست‌شناسی سلولی و ملکولی و ادبیات انگلیسی از دانشگاه واشینگتن است. او دکترایش را در تخصص تحقیق در سلول‌های بنیادی از لس‌آنجلس کسب کرد. او در پژوهشی به همراهی کوین اگان در مورد سلول‌های بنیادی موش و انسان برای مطالعه جنین‌زایی انسان و توان سلولی که از سوی دانشگاه هاروارد حمایت می‌شد، شرکت داشت. او سپس به دانشگاه کمبریج رفت و در آزمایشگاه زیست‌شناسی سلول‌های بنیادی آنه مک‌لارن در دانشگاه زیست‌پزشکی کمبریج به تحقیقاتش بر روی اساس ملکولی رشد اولیه سلول‌ها در انسان و موش‌ها ادامه داد. در سال ۲۰۱۳ نیاکان به سرپرستی گروهی در شورای تحقیقات پزشکی انستیتوی ملی تحقیقات پزشکی در لندن انتخاب شد. از سال ۲۰۱۵، او سرپرست گروه تحقیقاتی در مؤسسه فرانسیس کریک است که جایگزین انستیتوی ملی تحقیقات پزشکی شده‌است.

## پژوهش‌ها
او در مؤسسه فرانسیس کریک به دنبال کشف مکانیسم‌های مشخصات اصل‌ونسب در جنین انسان و سلول‌های بنیادی است. در فوریه ۲۰۱۶ نیاکان مجوز تغییر ژنتیکی جنین انسان را از سوی «مرجع لقاح و رویان‌شناسی انسان» بریتانیا کسب کرد. این جنین‌های دستکاری‌شده باید پس از هفت روز از بین بروند. او برنامه دارد تا از تکنیک CRISPR-Cas9 برای پاسخ دادن به پرسش‌هایی نظیر این‌که چه نقص‌های ژنتیکی‌ای باعث سقط جنین در برخی زنان می‌شود، چه دلایلی باعث ناباروری می‌شود و برای به وجود آمدن جنینی سالم، چه چیزی حیاتی است.